# حزامية (فطر)
حزامية (يُعرف أحيانًا باسمه الشائع ذو الرؤوس المستديرة) هي مجموعة من الفطر متوسطة إلى كبيرة الحجم ذات حلقة غشائية مميزة على الساق. تشمل الأعضاء المعروفة لهذا الجنس الفطر الصالح للأكل Stropharia rugosoannulata والفطر الأخضر المزرق (Stropharia aeruginosa وحلفاؤه). لا يُنظر إلى الحزامية عمومًا على أنها جيدة للأكل وهناك شكوك حول قابلية أكل العديد من أنواعها. ومع ذلك، يُنظر إلى النوع Stropharia rugosoannulata على أنه ثمين ولذيذ عندما يكون صغيرًا وهو الآن الفطر الأول المزروع في الخارج (خارج مناطقه الطبيعية) بواسطة محبي الفطريات في المناخات المعتدلة.